# I. Henrik portugál király

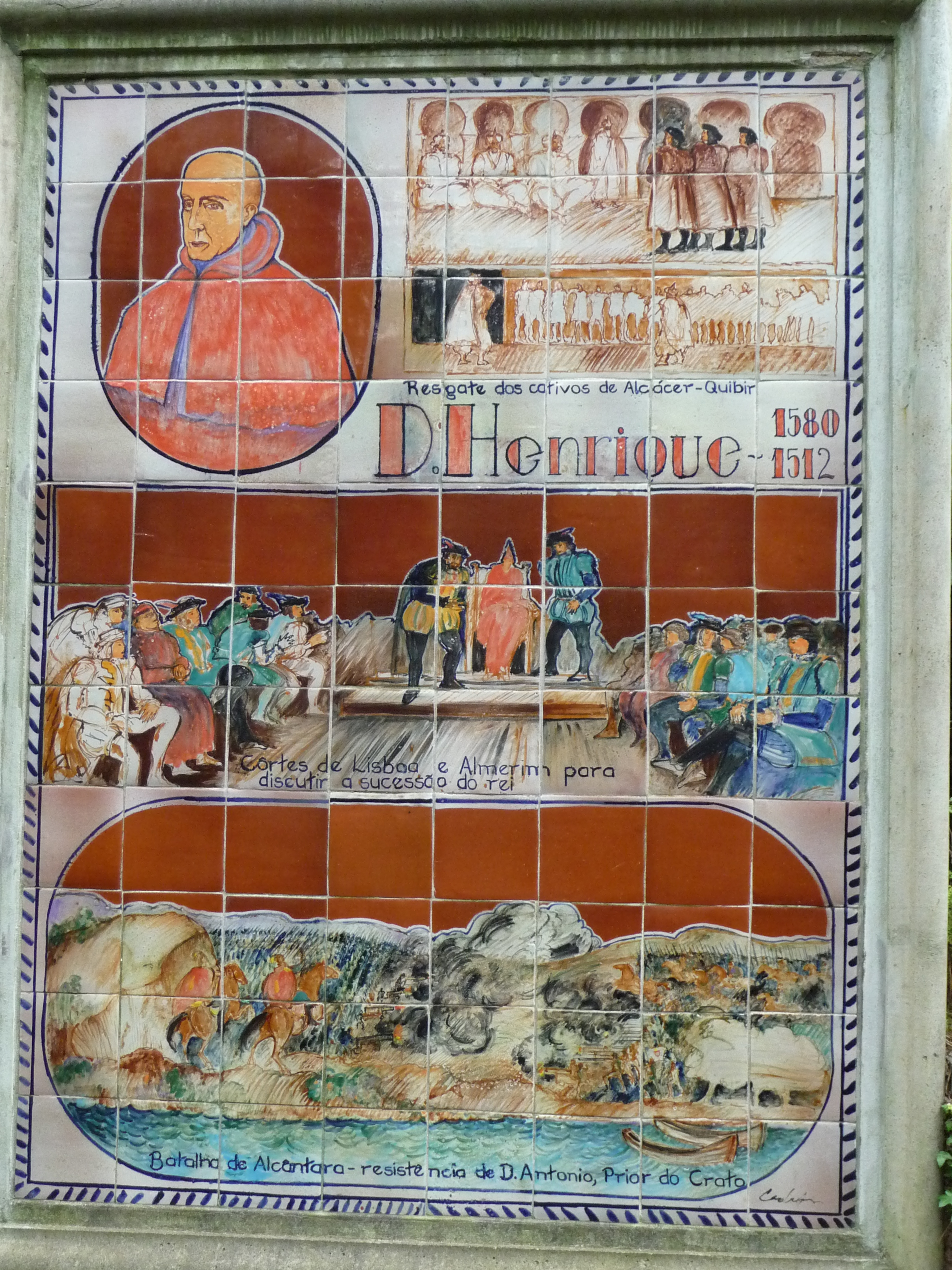
Kardinális Henrik uralkodásának fontosabb eseményei — azulejo
1. az Alcácer Quibirben őrzött foglyok kiszabadítása;
2. országgyűlés Lisszabonban és Almerimben a trónöröklés rendjének megvitatására;
3. Az alcantarai csata a lázadó Antal cratói perjellel

I. (Kardinális) Henrik (Lisszabon, 1512. január 31. — Almeirim, 1580. január 31.) Portugália királya volt, az Avis-házból származott,  1578 és 1580 között uralkodott.

## Élete
Henrik III. János legfiatalabb testvére volt. Korán az egyház szolgálatába állt, és a ranglétrán gyorsan emelkedve a Bragai főegyházmegye, majd Évorai főegyházmegye érseke, főinkvizítor, végül a Lisszaboni főegyházmegye érseke, bíboros lett. 1557-től kiskorú unokaöccse, Sebestyén király mellett régensi feladatot látott el.
1578-ban Sebestyén eltűnt az Alcácer-Quibiri csatában, és Henriket Portugália királyává választották. XIII. Gergely pápa nem engedélyezte, hogy egyházi címeiről lemondva, házasságot kössön, ezért utód nélkül halt meg 1580-ban. Halála után két unokaöccse, Antal és II. Fülöp spanyol király vetélkedett a trónért; Fülöp katonai erővel legyőzte ellenfelét, így ő lett Portugália királya.

## Fordítás
- Ez a szócikk részben vagy egészben  a   Henry of Portugal című angol Wikipédia-szócikk fordításán alapul.  Az eredeti cikk szerkesztőit annak laptörténete sorolja fel. Ez a jelzés csupán a megfogalmazás eredetét és a szerzői jogokat jelzi, nem szolgál a cikkben szereplő információk forrásmegjelöléseként.

## Külső hivatkozások
| Előző uralkodó: I. Sebestyén | Portugália királya 1578 – 1580 | Következő uralkodó: I. Antal |